# Синьгаево
Синьгаево — деревня в Спас-Деменском районе Калужской области России, входит в состав сельского поселения «Село Любунь».
Расположена в 13 км к юго-западу от Спас-Деменска.

## Население
В настоящее время население отсутствует.
| 2002 | 2007 | 2010 |
| ---- | ---- | ---- |
| 0    | →0   | →0   |